# Tangara capucin
Cnemoscopus rubrirostris
Genre
Espèce
Statut de conservation UICN

 LC  : Préoccupation mineure
Le Tangara capucin (Cnemoscopus rubrirostris) est une espèce de passereaux appartenant à la famille des Thraupidae. C'est la seule espèce du genre Cnemoscopus.

## Répartition
Cet oiseau vit en Bolivie, Colombie, Équateur, au Pérou et Venezuela.

## Habitat
Il habite les montagnes humides subtropicales ou tropicales.

## Sous-espèces
D'après Alan P. Peterson, il en existe 2 sous-espèces :
- Cnemoscopus rubrirostris chrysogaster (Taczanowski) 1875 ;
- Cnemoscopus rubrirostris rubrirostris (Lafresnaye) 1840.